# ハンモック (生態学)
ハンモック (Hammock) とは、囲まれた湿地帯より数インチだけ高い天然の高台の上で成長した、密生している硬い木々のこと。ハンモックは、それら自身が分解した有機素材の堆積物を介して、数千年以上かけて徐々に湿地に育ったという点で特徴的である。結果として、それらは通常、様々な植物と動物の生命の形態の広大で多様性のある密集を持つ。それらは、ぬかるみの中央の水の流れによって、涙の形として形成された島として現れる。マホガニー (Swietenia mahogoni)、ガンボ・リンボ（w:Bursera simaruba、カンラン科ブルセラ属）、 そしてココプラム (w:Chrysobalanus icaco) などの多くの熱帯種が、リブオーク (w:Live oak)、アメリカハナノキ (w:Acer rubrum)、エノキ属の木 (w:Hackberry) などのより身近な温帯種と並んで成長している。
ハンモックは小高い場所にあるために、めったに浸水しない。腐食した植物からの酸は、それぞれの木の島の周りで石灰岩を溶かし、ハンモックに生える植物を火から守る天然の堀を作る。高い木々によって太陽光を遮られ、シダ植物と着生植物はハンモック内の湿気を含んだ空気の中でよく育っている。
ハンモックはフロリダ州のエバーグレーズで見つけられた、生息環境のひとつである。

## 参照
Everglades National Park Habitats page (public domain)